# NGC 4465
NGC 4465 este o galaxie eliptică situată în constelația Fecioara. A fost descoperită în 31 martie 1886 de către Guillaume Bigourdan⁠(d).